# Stephen Spender
Sir Stephen Harold Spender, CBE (28 de Fevereiro de 1909, Londres – 16 de Julho de 1995) foi um poeta, romancista e ensaísta inglês que se debruçou sobre os temas da injustiça social e da luta de classes.

## Juventude
Spender era filho de Edward Harold Spender, um  jornalista, e de Violet Hilda (Schuster em solteira), que foi pintora e poetisa. Spender frequentou a Gresham's School, Holt, mas não se adaptou e foi transferido para a University College School, em Hampstead, que mais tarde descreveria como "a mais suave das escolas". Spender estudou na University College de Londres e depois em Oxford. O que foi, talvez, o seu maior amigo e o que mais influência exerceu sobre Spender, foi W.H. Auden. Spender viveu alguns períodos de tempos na Alemanha, onde se tornou amigo de Christopher Isherwood, Louis MacNeice, and C. Day Lewis. Mais tarde viria a conhecer W.B. Yeats, Allen Ginsberg, Ted Hughes, Joseph Brodsky, Isaiah Berlin, Mary McCarthy, Roy Campbell, Raymond Chandler, Dylan Thomas, Jean-Paul Sartre e T. S. Eliot, bem como alguns membros do Bloomsbury Group, em particular Virginia Woolf.

## Sexualidade
A sexualidade de Spender tem sido sujeita a debate. As atitudes variáveis de Spender face à homossexualidade e à heterossexualidade estão na origem da "etiqueta" bissexual, reprimido, homofóbico latente, ou simplesmente alguém de tal forma complexo que resiste a classificações simples. Muitos dos seus amigos de juventude eram gay. Spender também teve vários romances com homens na sua juventude, de forma mais notada com Tony Hyndman ("Jimmy Younger" das suas memórias World Within World). Depois do seu caso com Muriel Gardiner, Spender passou a interessar-se pela heterossexualidade, embora a sua relação com Hyndman tenha complicado esta relação e o seu casamento de curta duração com Inez Maria Pearn (1936-39). O seu casamentgo com Natasha Litvin, em 1941, parece ter marcado o fim das suas relações com homens. De futuro ele esbateria as alusões homossexuais da sua poesia. O seguinte verso foi revisto numa edição posterior:
Whatever happens, I shall never be alone. I shall always have a boy, a railway fare, or a revolution.
("Aconteça o que acontecer, nunca estarei só. Haverá sempre um rapaz, um bilhete de comboio, ou uma revolução.")
Foi mais tarde revisto para:
Whatever happens, I shall never be alone. I shall always have an affair, a railway fare, or a revolution.
("Aconteça o que acontecer, nunca estarei só. Haverá sempre um namoro, um bilhete de comboio, ou uma revolução.")
Spender processou o escritor David Leavitt por alegadamente ter usado a sua relação com "Jimmy Younger" em While England Sleeps em 1994. O caso foi objecto de acordo fora do tribunal, tendo Leavitt aceitado eliminar certas passagens do seu texto.

## Obras seleccionadas
| - Nine Experiments (1928, edição privada) - Twenty Poems (1930) - Poems (1933; segunda edição 1934) - Vienna (1934) - The Still Centre (1939) - Ruins and Visions (1942) - Spiritual Exercises (1943, edição privada) - Poems of Dedication (1947) - The Edge of Being (1949) - Collected Poems, 1928-1953 (1955) - Selected Poems (1965) - The Express (1966) - The Generous Days (1971) - Selected Poems (1974) - Recent Poems (1978) - Collected Poems 1928-1985 (1986) - Dolphins (1994) - New Collected Poems, editado por Michael Brett, (2004) - Trial of a Judge (1938) - The Oedipus Trilogy (1985) understanding school - The Burning Cactus (1936, contos) - The Backward Son (1940) - Engaged in Writing (1958) - The Temple (escrito em 1928; publicado em 1988) | - The Destructive Element (1935) - Forward from Liberalism (1937) - Life and the Poet (1942) - European Witness (1946) - Poetry Since 1939 (1946) - The God That Failed (1949, e outros, testemunhos de ex-comunistas) - Learning Laughter (1952) - The Creative Element (1953) - The Making of a Poem (1955) - The Struggle of the Modern (1963) - The Year of the Young Rebels (1969) - Love-Hate Relations (1974) - Eliot (1975; Modern Masters series) - W. H. Auden: A Tribute (editado por Spender, 1975) - The Thirties and After (1978) - China Diary (with David Hockney, 1982) - Love-Hate Relations (1974) - The Thirties and After (1978) - World Within World (1951) - Letters to Christopher: Stephen Spender's Letters to Christopher Isherwood (1980) - Journals, 1939-1983 (1985) |

## Fundo Memorial Stephen Spender
O Fundo Memorial Stephen Spender foi criado em 1997 para comemorar a vida e obra do poeta, e para encorajar alguns dos seus principais interesses: poesia, tradução poética, e liberdade e criatividade de expressão.O Fundo dispõe de um programa de bolsas para suportar tradutores, bem como um prémio anual de tradução, em conjunto com o jornal The Times.